# Khyan
Khyan (ou Séouserenrê) est un souverain Hyksôs de la XVe dynastie, vers -1635/-1633.
Il est le successeur de Mery-ouser-Rê (également connu sous le nom de Yaqoub-Har ou Yaqoub-Baal). 
On retrouve son nom à Bubastis et à Gebelein en Égypte, mais également sur un lion de granit à Bagdad, une jarre du palais de Cnossos, et des scarabées et des empreintes de sceaux en Palestine.

## Source
- Nicolas Grimal, Histoire de l'Égypte ancienne (œuvre écrite), Librairie Arthème Fayard, Paris, 25 novembre 1988.